# Lloyd Sherr
Lloyd Sherr (Los Angeles, 28 de fevereiro de 1956), é um dublador estadunidense.